# Shamsiel
Shamsiel (שִׁמשִׁיאֵל, Σεμιήλ), également orthographié Samsâpêêl, Shamshel, Shashiel ou encore Shamshiel, était le 16e Observateur ("qui veille" en araméen) des 20 chefs des 200 anges déchus qui sont mentionnés dans un ancien ouvrage appelé Livre d'Hénoch. Son nom signifie soleil de Dieu, ce qui est approprié puisqu'il a été dit que Shamsiel a enseigné aux hommes les signes du soleil à l'époque de Jared. Shamash (le dieu du soleil babylonien) pourrait partager une certaine base mythologique avec Shamsiel.
Selon le Zohar, Shamsiel est à la tête de 365 légions de petits anges a été chargé par Dieu de garder le jardin d'Eden après l'expulsion d'Adam et d'Ève, il serait donc le chef des chérubins. Il existe apparemment un désaccord dans les sources quant à savoir si Shamsiel est un ange déchu, puisqu'il est toujours considéré comme le chef du 4e ciel.

## Culture populaire
Shamsiel apparaît dans l'anime Neon Genesis Evangelion sous la forme d'un Ange et sous le nom de « Shamshel », d'après l'ancienne entité hébraïque.
Un personnage mineur nommé Samchia apparaît dans le premier livre de la série The Fallen. Il s'agit d'un ange déchu vivant sur terre sous le nom de « Samuel Chia ». Il est la deuxième victime de l'antagoniste principal de la série, Verchiel, qui le tue en le jetant d'une haute fenêtre.
Dans l'anime Fairy Tail, un personnage nommé Angel peut utiliser la magie d'ange pour invoquer Shamsiel, un chérubin blanc capable de projeter de la lumière pour détruire les adversaires de ce dernier.
Un succube du nom de Shamsiel Shahar est un personnage principal du roman visuel érotique Kyonyuu Fantasy et de son adaptation animée du même nom, servant de bienfaitrice et de principal intérêt amoureux au protagoniste, Lute Hende.